# Dominique Arribagé
Dominique Arribagé (Suresnes, 11 mei 1971) is een Frans voormalig voetballer. Hij speelde tijdens zijn carrière voor Toulouse en Stade Rennais. Na zijn spelerscarrière was hij kort trainer van Toulouse.

## Spelerscarrière
Arribagé begon zijn spelersloopbaan in 1991 bij AS Muret. Na een seizoen vertrok hij naar Toulouse FC in de Ligue 1. Bij Toulouse debuteerde hij in een met 2–3 verloren wedstrijd van AS Saint-Étienne. Hij veroverde gedurende het seizoen 1993/94 een basisplaats, maar degradeerde wel naar de Ligue 2. Na twee jaar in de Ligue 2 te hebben gespeeld, promoveerde Arribagé met Toulouse in 1997 weer naar de Ligue 1. In het seizoen 1997/98 verkeerde Toulouse opnieuw in grote degradatiezorgen, maar de club kreeg het uiteindelijk toch voor elkaar lijfsbehoud te realiseren. In 1998 werd hij voor 2 miljoen frank verkocht aan Stade Rennais. Bij Rennes kende Arribagé zijn meest productieve tijd qua goals. Hij scoorde in zes jaar veertien keer. In 2004 werd Arribagé weer gecontracteerd door Toulouse. Hij beëindigde zijn carrière in 2008.

## Trainerscarrière
Toen Alain Casanova gedurende het seizoen 2014/15 ontslagen werd als hoofdcoach van Toulouse FC, was Arribagé reeds als scout werkzaam bij de club. Hij promoveerde na het ontslag van Casanova tot hoofdcoach. Toulouse stond toen 18e en was dus nog niet uit de degradatiezone. Uiteindelijk eindigde Toulouse als zeventiende, genoeg om niet te degraderen. Het seizoen daarna stapte Arribagé zelf op. Hij werd opgevolgd door Pascal Dupraz.

## Referentie
1. ↑  (fr)  Profiel bij L'Équipe. Gearchiveerd op 18 september 2021.
2. ↑  (de)  Profiel bij Transfermarkt.